# Saint-Benin-des-Bois
Saint-Benin-des-Bois é uma comuna francesa na região administrativa de Borgonha-Franco-Condado, no departamento Nièvre. Estende-se por uma área de 20,13 km². Em 2010 a comuna tinha 174 habitantes (densidade: 8,6 hab./km²).